# Cellanthus
Cellanthus, en ocasiones erróneamente denominado Cellulia, es un género de foraminífero bentónico considerado un sinónimo posterior de Elphidium de la subfamilia Elphidiinae, de la familia Elphidiidae, de la superfamilia Rotalioidea, del suborden Rotaliina y del orden Rotaliida. Su especie tipo era Nautilus craticulatus. Su rango cronoestratigráfico abarcaba el Holoceno.

## Clasificación
Cellanthus incluye a las siguientes especies:
- Cellanthus biperforatus
- Cellanthus craticulatus, aceptado como Elphidium craticulatus
- Cellanthus guangdongensis
- Cellanthus hailei
- Cellanthus tungliangensis